# Hotel Plaza
Hotel Plaza (anglicky Plaza Hotel) je devatenáctipatrový luxusní hotel nacházející se v blízkosti Central Park South na Manhattanu v New Yorku.
V roce 1969 byl zapsán na seznam kulturních památek USA National Register of Historic Places, následně v roce 1986 do seznamu historických památek National Historic Landmark.

## Historie
Rostoucí význam New Yorku jako kosmopolitního města byl doprovázen zvýšeným významem pro obchodní dopravu – cestovní ruch v té době nehrál tak velkou roli. A pokud chtěli obchodní partneři zůstat v New Yorku, musel být pro ty movitější k dispozici vhodný hotel. Svou roli zde sehrála zejména dvě jména: The Waldorf-Astoria a The Plaza.
Budovu navrhl Henry J. Hardenbergh. Na místě dnešního hotelu The Plaza stál již od roku 1890, ale v roce 1905 byl zbourán, aby uvolnil místo současné budově. Nová budova stála 12,5 milionu dolarů a byla ve své době vyhlášena nejlepším hotelem na světě. Hotel s původními 805 pokoji, nyní 348 pokoji a 150 bytovými jednotkami na 19 podlažích, se nachází na Manhattanu na křižovatce Páté avenue a East 59. avenue, na náměstí Grand Army Plaza, které dalo hotelu jméno, v Upper East Side. Exponovaná poloha přímo na jihovýchodním rohu Central Parku učinila hotel - stejně jako bývalý hotel St. Moritz, nyní Ritz New York - tak exkluzivním. Broadway na jihozápadním konci Central Parku je vzdálená 800 metrů.
V listopadu 1978 byla Plaza zapsána do Národního registru historických míst jako historická místo. V červnu 1986 jí byl udělen status národní památky jako "vynikajícímu příkladu americké hotelové architektury". Kritici architektury však Plaza také charakterizovali, nikoliv však čistě pozitivně, jako "francouzský renesanční zámek obrovských rozměrů".
Mezi pravidelné hosty patřili členové rodin Vanderbiltů, Gouldů a Harrimanů a Ernest Hemingway. Je také známý svými veřejně přístupnými bary a restauracemi, zejména exkluzivním barem Oak Bar. Plaza hostila první módní přehlídku Victoria’s Secret Fashion Show v roce 1995 a další tři až do roku 1998.
Na podzim roku 2004 byl hotel dán do dražby. Izraelský realitní fond Elad Properties za něj utratil 675 milionů dolarů a dalších 350 milionů měla stát rekonstrukce. V roce 2005 měl být celý hotel přestavěn na bytový dům. Teprve po hlasitých protestech obyvatel New Yorku byl tento plán změněn. "Pouze" 450 pokojů s výhledem na Central Park a 5. avenue bylo přeměněno na 150 bytů. Zbývajících 348 z 805 hotelových pokojů s méně atraktivním výhledem na 58. ulici zůstalo na svém místě. V březnu 2008 pak byla znovu otevřena.
Dům patřil společnosti Fairmont Hotels and Resorts. V souladu s polohou a historií domu se ceny bytů pohybovaly ve vyšších cenových relacích.
V červenci 2018 získala společnost Katara Hospitality plné vlastnictví hotelu Plaza poté, co odkoupila podíly společností Sacharaś and Askenazy and Kingdom. Pod vlastnictvím společnosti Katara dosáhly bytové jednotky vysokých nabídkových cen: například na začátku roku 2020 byla bytová jednotka se čtyřmi ložnicemi nabízena za 45 milionů dolarů. Přibližně ve stejné době se představenstvo kondominia hotelu Plaza snažilo provést opravy fasády. Kvůli pandemii covidu-19 v New Yorku a odpovídajícímu celosvětovému poklesu cestovního ruchu byly v březnu 2020 na dobu neurčitou dočasně uzavřeny hotelové pokoje hotelu Plaza a propuštěno několik stovek zaměstnanců. Hotel Plaza byl oficiálně znovu otevřen v květnu 2021.

## Rozměry a umístění
Hotel je vysoký 76 m a dlouhý 122 m. Nachází se na západní straně Grand Army Plaza, z čehož bylo odvozeno jeho jméno. Při východní straně Grand Army Plaza se táhne manhattanská dopravní tepna Pátá Avenue. Od roku 1988 jej vlastní Donald Trump. Trump odkoupil hotel za 407,5 milionů dolarů což je dnes (2017) okolo 824 milionů dolarů.

## Odraz v kultuře
Hotel Plaza byl dějištěm filmů Apartmá v hotelu Plaza (1970) , Eloise v hotelu Plaza (2003) a komedie Sám doma 2: ztracen v New Yorku (1992; ve filmu se na vlastní přání z důvodu natáčení krátce objevil sám Donald Trump).